# اتفاقية الفحص الطبي للأحداث (الصناعة) 1946
اتفاقية الفحص الطبي للأحداث (الصناعة) لعام 1946 هي إحدى اتفاقيات منظمة العمل الدولية، اعتمدت عام 1946.
تهدف الاتفاقية إلى تنظيم الفحص الطبي لتحديد مدى لياقة الأحداث للعمل في القطاع الصناعي، بما في ذلك صناعة الأطفال والشباب، وذلك لضمان حمايتهم الصحية أثناء العمل.

## التصديقات
اعتبارًا من عام 2013، تم التصديق على الاتفاقية من قبل 43 دولة.